# Рику Пејтекиви
Рику Пејтекиви (фин. Riku Pöytäkivi; Еспо, 1. мај 1993) фински је пливач чија специјалност су спринтерске трке делфин стилом. 

## Спортска каријера
Прво значајније такмичење на ком је наступио било је светско првенстви у Барселони 2013. где је наступио у квалификацијама трке на 50 делфин, које је окончао на укупно 37. месту. Наредних неколико година фокусирао се на такмичења у малим базенима, наступајући на митинзима светског купа, те на два светска првенства. 
У велики базен се враћа на светском првенству у Будимпешти 2017, али не успева да се пласира у полуфинала трка на 50 (22. место) и 100 делфин (40. место). Сличне резултате постигао је и у корејском Квангџуу 2019 — 31. место на 50 делфин и 33. место на 100 делфин.